# Слепов, Сергей Иванович
Сергей Иванович Слепов (15 октября 1951, Караганда — 6 февраля 2025, Волжский, Волгоградская область) — советский игрок в хоккей с мячом, полузащитник. Мастер спорта СССР (1970).

## Карьера
Начал играть в хоккей с мячом в Караганде в 1965 году в детской заводской команде.
Игровую карьеру начал в сезоне 1968/69 в карагандинском «Автомобилисте», отметившись 39 мячами в двух сезонах выступлений за команду во второй группе класса «А» (второй по силе лиге) чемпионата СССР, победитель турнира сезона 1969/70.
В 1970 году продолжил игровую карьеру в составе хабаровского СКА, в котором проходил срочную военную службу, выступая за команду до 1983 года. Трижды с 1979 по 1981 год становился лучшим бомбардиром команды в чемпионатах страны. Является рекордсменом чемпионатов СССР/России по числу успешно реализованных подряд 12-метровых ударов — 24.
В высшей лиге чемпионатов СССР провёл 281 игру, забил 164 мяча (все — СКА).
Играл в хоккей на траве за СКА (Хабаровск) в 1971 и 1972 годах.
Привлекался во вторую сборную СССР в 1975 году.
Завершил игровую карьеру в 1983 году и продолжил службу в армии в должности начальника клуба по хоккею с шайбой СКА (Хабаровск) (1983—1985).
Проживал в Волжском (Волгоградская область).
Скончался 6 февраля 2025 года в возрасте 73 лет.

## Достижения
СКА (Хабаровск)
 Серебряный призёр чемпионата СССР: 1981/82 

 Бронзовый призёр чемпионата СССР (3): 1971/72, 1978/79, 1980/81
Сборная СССР (до 19 лет)
 Чемпион мира среди юниоров: 1970
Личные
- В списке 22-х лучших игроков сезона (4): 1978, 1979, 1981, 1982

### Комментарии
1. ↑  Количество игр и голов за клуб(ы) в высшем дивизионе чемпионатов СССР